# Drie-Hendriken-oorlog
| De drie Hendriken   | De drie Hendriken         | De drie Hendriken   |
| ------------------- | ------------------------- | ------------------- |
| Hendrik van Navarra | Hendrik III van Frankrijk | Hendrik I van Guise |

De Drie-Hendriken-oorlog of achtste Hugenotenoorlog (1585–1589) was de laatste en langste van de Hugenotenoorlogen tussen 1562 en 1589 – burgeroorlogen, die Frankrijk voor een periode van ongeveer honderd jaar verzwakten. Oorzaak van de oorlog was de dreigende successiecrisis na het overlijden van de Franse troonopvolger in 1584. De toenmalige katholieke koning Hendrik III probeerde zich te verweren tegen de nieuwe troonopvolger, de hugenootse (protestantse) Hendrik van Navarra, terwijl de Katholieke Liga van Hendrik I van Guise koste wat kost wilde voorkomen dat er een protestant op de troon kwam.
Aanvankelijk werkten Hendrik III en Hendrik van Guise samen, maar de eerste wantrouwde de laatste en liet hem in 1588 vermoorden. Daarna belegerden Hendrik III en Hendrik van Navarra samen het door de Katholieke Liga bezette Parijs, maar in 1589 werd ook Hendrik III vermoord door een fanatieke katholiek.
De oorlog werd vanaf 1588 een internationaal conflict, die in wisselwerking met de Tachtigjarige Oorlog en de Engels-Spaanse Zeeoorlog tussen Elizabeth I van Engeland en Filips II van Spanje stond. Hoewel Spanje de Katholieke Liga steunde en van buitenaf Frankrijk aanviel, wist de grotendeels protestantse factie van Hendrik van Navarra staande te houden. Navarra, uit het huis Bourbon, liet zich na het uitsterven van het huis Valois in mannelijke lijn als Hendrik IV van Frankrijk tot Frans koning kronen en bekeerde zich tot het katholicisme. In het Edict van Nantes van april 1598 stond hij de hugenoten beperkte godsdienstvrijheid toe, waarin hij door het toestaan van gegarandeerde bijeenkomstplaatsen voor hugenoten de angsten voor vervolging van protestanten suste.

## Eerste tot zevende Hugenotenoorlog
Deze Franse burgeroorlogen vonden plaats van 1562 tot 1563, van 1567 tot 1568, van 1568 tot 1570 en na het bloedbad tijdens Bartholomeusnacht van 1572 tot 1573, van 1574 tot 1576, van 1576 tot 1577 en van 1579 tot 1580. Buiten de periode van 1572 tot 1573 waren het eerder politieke dan militaire manoeuvres, kleinere gevechten, zonder daadwerkelijke buitenlandse inmenging. Voor Catharina de' Medici waren deze oorlogen een gruwel, zo trachtte ze, voor haar minderjarige en slechts sporadisch actieve zonen Karel IX en Hendrik III, door middel van moeilijke onderhandelingen, politieke compromissen te sluiten. Dit mislukte, toen in 1572 de hugenootse adel, die naar Parijs was uitgenodigd voor het huwelijk van haar dochter Margaretha van Valois met de jonge hugenootse prins Hendrik van Navarra, in de zogenaamde Bartholomeusnacht werd afgeslacht. In de daarop volgende vierde Hugenotenoorlog (1572-1573) werden de leiderloze hugenoten door de verenigde katholieke en koninklijke troepen nagenoeg vernietigd. Met het Edict van Beaulieu (1576) werden de hugenoten een beperkte tolerantie en slechts enkele gegarandeerde bijeenkomstplaatsen toegestaan. Vanaf dan klom Hendrik van Navarra op tot onomstreden leider van de hugenoten. De hugenoten maakten toentertijd ongeveer 10% van de Franse bevolking uit, die naar het zuiden van Frankrijk werden verdrongen.

## Verloop
Door de dood van Frans van Anjou op 10 juni 1584 werd Hendrik van Navarra de nieuwe troonopvolger, omdat koning Hendrik III van Frankrijk geen zonen of andere naaste mannelijke familie meer had. Het huis Valois dreigde daarmee uit te sterven en over te gaan op de protestantse Hendrik van Navarra; hij werd aangespoord zich te bekeren tot het katholicisme, maar wees dit echter af. Hertog Hendrik I van Guise organiseerde daarop in 1585 de zogenaamde Heilige of katholieke Liga, sloot een bondgenootschap met Spanje en de paus en beroofde koning Hendrik III van de macht. Hij was echter sluw genoeg, deze het formele koningschap te laten behouden.
De geïsoleerde Hendrik van Navarra zette in 1585–1588 zijn handige politieke en militaire afweerstrijd van de jaren 1576–1585 voort, nam persoonlijk aan alle gevechten deel en won steeds meer aan aanzien en kende een toenemende populariteit. Toen Hendrik III in 1588 uit Parijs moest vluchten, ontbood deze de broers de Guise (de leiders van de Ligue), die hij verraad verweet, naar het koningshof in Blois en liet ze door de koninklijke lijfwacht vermoorden. Deze moorden leidden tot een opstand van Parijs. De koning restte slechts een bondgenootschap met Hendrik van Navarra. Tijdens hun belegering van Parijs werd Hendrik III op 1 augustus 1589 echter door de Dominicaan Jacques Clément vermoord.

## Nasleep
Hendrik van Navarra werd nu als Hendrik IV de nieuwe koning van Frankrijk, zonder echter door de meeste katholieken erkend te worden. In 1590 kwamen van de Nederlanden uit opererende Spaanse troepen (het Leger van Vlaanderen onder leiding van Alexander Farnese) de in het nauw gedreven Ligue ter hulp, maar discrediteerden tegelijkertijd de Ligue. De te zwakke Hendrik IV moest eerst de belegering van Parijs, dan die van Rouen afbreken. In 1593 stond Hendrik IV echter opnieuw voor Parijs; nu bekeerde hij zich tot het katholicisme, waarop Parijs zich achter hem schaarde. In 1594 werd Hendrik IV gekroond.
In 1595 verklaarde Filips II van Spanje opnieuw de oorlog aan Frankrijk om alsnog een vurig katholiek het koningschap te geven. Daartoe schoof hij zijn dochter Isabella Clara Eugenia naar voren als kandidaat, die echter nogal vergezochte aanspraken op de Franse troon had. Veel Franse katholieke edelen zagen dit als een poging om Frankrijk dynastiek aan Spanje te onderwerpen en daar waren zij op tegen. Hendrik IV wist steeds meer alle nog weerstand biedende katholieke edelen aan zijn kant te krijgen. In 1596 sloot hij met Engeland en de Republiek der Zeven Verenigde Nederlanden de Triple Alliantie tegen Spanje. (Dit was de eerste keer dat de Republiek diplomatieke erkenning verkreeg van andere staten). De drie landen waren allemaal apart al in oorlog met Filips en daarom lag samenwerking voor de hand. In 1593 en 1595 hadden de Republiek en de Franse protestantse vazalstaten Bouillon en Sedan al twee Luxemburgse veldtochten ondernomen in een poging om een landverbinding dwars door de Spaanse zuidelijke Nederlanden tot stand te brengen, maar dat mislukte.
In 1598 sloten Frankrijk en Spanje een uitputtingsvrede, de vrede van Vervins, waarin de vroegere regelingen van de vrede van Cateau-Cambrésis uit 1559 grotendeels werden bevestigd. De Republiek voelde zich in de steek gelaten doordat Hendrik IV een aparte vrede met Spanje had getekend zonder met hun Nederlandse bondgenoten te overleggen. 50 jaar later zou bij de Vrede van Münster (1648) min of meer het omgekeerde gebeuren: de onderhandelaars van de Republiek meenden dat de Fransen het vredesproces opzettelijk vertraagden om meer concessies van Spanje te krijgen, dat daar echter geenszins toe bereid was. Daarop sloten de Nederlandse Republiek en de Spaanse monarchie een aparte vrede, terwijl de Frans-Spaanse oorlog nog zou voortduren tot 1659.

### Edict van Nantes
In het Edict van Saint-Germain (1562) verleende regenten Catharina de' Medici de hugenoten geloofsvrijheid. Dit bevestigde Hendrik aan zijn voormalige geloofsgenoten in het edict van Nantes van april 1598. De getraumatiseerde hugenoten behielden bijkomend ongeveer 100 gegarandeerde bijeenkomstplaatsen, waarvan de bemanning door de koning werd bezoldigd. Deze toegevingen werden door Hendriks opvolgers in de loop van de 17e eeuw weer ingetrokken.

## Noot
1. ↑  B.B. Diefendorf, Beneath the Cross. Catholics and Huguenots in Sixteenth-Century Paris, New York - Oxford, 1991, p. 176.

## Referentie
- Dit artikel of een eerdere versie ervan is een (gedeeltelijke) vertaling van het artikel Achter_Hugenottenkrieg op de Duitstalige Wikipedia, dat onder de licentie Creative Commons Naamsvermelding/Gelijk delen valt. Zie de bewerkingsgeschiedenis aldaar.
- B.B. Diefendorf, Beneath the Cross. Catholics and Huguenots in Sixteenth-Century Paris, New York - Oxford, 1991. ISBN 0195070135